# Trade of Innocents
Trade of Innocents (br Tráfico de Inocentes) é um filme tailando-estadunidense de 2012, gêneros drama e suspense, roteirizado e dirigido por Christopher Bessette.